# Широнин, Константин Ильич
Константи́н Ильи́ч Широ́нин (27 декабря 1912, Новосергиевка, Оренбургская область — 25 декабря 2003, Москва) — советский оператор неигрового кино, фронтовой кинооператор в годы Великой Отечественной войны. Заслуженный деятель искусств РСФСР (1981).

## Биография
Родился в селе Новосергиевское (ныне Новосергиевский район, Оренбургской области) в семье рабочего-железнодорожника.
В 1928 году вступил в ВЛКСМ. Учился на операторском факультете Государственного института кинематографии, который окончил в 1932 году. С мая того же года работал оператором на Московской кинофабрике «Союзкинохроника». С февраля 1937 года на несколько месяцев был направлен на Иркутскую студию кинохроники, работал и на Свердловской студии кинохроники.
С августа 1941 года был откомандирован Главным ПУ РККА в распоряжение Забайкальского военного округа. С января 1943 года работал в киногруппе Северо-Западного фронта, с декабря 1943-го — на 2-м Прибалтийском, преимущественно в пехоте, и с ноября 1944-го — 2-м Белорусском фронтах.

…считаю его профессионально сильным работником. <…> Широнин оператор дисциплинированный. В боевой обстановке ведет себя спокойно и смело.
Широнин — хороший организатор. Ему сравнительно легко удаётся проведение сложных съёмок.
— Начальник киногруппы 2-го Белорусского фронта (Трояновский)
20 марта 1945 г.
…пушечный выстрел. Я упал на землю и чувствую — снаряд разорвётся где-то рядом. Поднял голову — а у Кости только полы шинели поднялись. Я бросился к нему, схватил, а у него бедро перебито и нога возле головы. Так его и эвакуировали в тыл.
В апреле 1945 года во время выполнения боёвого задания в паре с Яковым Смирновым в порту Данцига получил тяжёлое ранение, сделавшее его инвалидом войны.
По выходе из госпиталя, с ноября 1945 года — вновь на ЦСДФ.
Кроме фильмов является автором сюжетов для кинолетописи и кинопериодики: «Железнодорожник», «Московская кинохроника», «Новости дня», «Пионерия», «Сибирь на экране», «Советский воин», «Советский патриот», «Советский спорт», «Союзкиножурнал», «Фитиль».
Автор мемуаров военного времени «На Латвийской земле», опубликованных в сборнике «Их оружие — кинокамера» (1970, 1984).
Член КПСС с 1948 года, член Союза кинематографистов СССР (Москва) с 1957 года.

### Семья
- сын — Олег Константинович Широнин
- сын — Игорь Константиновна Широнин
- дочь — Ольга Константиновна Широнина, работала на ЦСДФ[13].

## Фильмография
Оператор
- 1934 — Первая победа (совместно с В. Будиловичем, Н. Самгиным, Э. Тросманом, П. Русановым)
- 1937 — Бухта Тикси
- 1940 — В колхозе «Закалённый боец»
- 1940 — День нового мира (в соавторстве)
- 1942 — Гвардейцы тыла
- 1942 — День войны (в соавторстве)
- 1943 — На Забайкальских рубежах (в соавторстве)
- 1944 — Битва за Прибалтику (в соавторстве; не завершена)
- 1944 — В логове зверя (фронтовой спецвыпуск № 4) (в соавторстве)
- 1944 — Восьмой удар (в соавторстве)
- 1945 — В Померании (фронтовой спецвыпуск № 5) (в соавторстве)
- 1946 — День танкистов (в соавторстве)
- 1947 — 1 Мая (ч/б вариант; в соавторстве)
- 1947 — Великий всенародный праздник (в соавторстве)
- 1947 — День победившей страны (в соавторстве)
- 1947 — Советские инженеры (совместно с В. Доброницким)
- 1948 — 1 Мая (ч/б вариант; в соавторстве)
- 1948 — В. И. Ленин (в соавторстве)
- 1949 — 1 Мая 1949 года (цветной и ч/б вариант; в соавторстве)
- 1949 — XXXI Октябрь (в соавторстве)
- 1949 — День Воздушного Флота СССР (в соавторстве)
- 1949 — По почину москвичей (в соавторстве)
- 1949 — Слава труду (в соавторстве)
- 1950 — Сталевары
- 1951 — 1 Мая 1951 года (в соавторстве)
- 1952 — Соревнования мастеров спорта
- 1952 — Соревнования сильнейших горнолыжников (совместно с Ю. Леонгардом, Н. Соловьёвым)
- 1953 — Великое прощание (в соавторстве)
- 1953 — Встреча футболистов СССР — Албания (в соавторстве)
- 1954 — День авиации
- 1954 — «Жиронда» (Франция) — «Динамо» (Москва) (в соавторстве)
- 1954 — Первая весна (в соавторстве)
- 1954 — Славный юбилей
- 1954 — Финские гости в Советской стране (в соавторстве)
- 1954 — Финско-советская дружба (в соавторстве)
- 1956 — ДОСААФовцы изучают ПАЗ[14]
- 1956 — Пребывание в СССР делегации Великого национального собрания Румынии (в соавторстве)
- 1957 — Праздник нового мира (в соавторстве)
- 1957 — Современная Монголия (СССР — МНР; в соавторстве)
- 1959 — День нашей жизни (в соавторстве)
- 1959 — Имени Ленина (совместно с А. Истоминым)
- 1959 — Покорители Енисея
- 1960 — Московская кольцевая
- 1960 — Парламентская делегация Боливии в СССР (совместно с А. Воронцовым, Д. Каспием)
- 1960 — Перебазировка мобильного башенного крана МБТК-80 (совместно с А. Козаковым)
- 1961 — В одном колхозе
- 1961 — Солнце дружбы над Суданом (совместно с О. Лебедевым)[15]
- 1961 — У самого Красного моря (совместно с А. Савиным)[16]
- 1961 — Южный Йемен
- 1962 — Библиотека поэта
- 1962 — Весна коммунизма (в соавторстве)
- 1962 — Недаром помнит вся Россия
- 1964 — На Волге
- 1965 — Дворцы пионеров
- 1972 — Водоструйный очиститель
- 1976 — Субботник
- 1977 — Конституция СССР
- 1978 — Основной закон великой страны (в соавторстве; в титрах не указан)
- 1978 — Планы и жизнь

Режиссёр
- 1960 — Перебазировка мобильного башенного крана МБТК-80 (совместно с А. Козаковым)[17]
- 1965 — Дворцы пионеров

## Награды и звания
- орден Отечественной войны II степени (21 февраля 1945)[18]
- медаль «За взятие Кенигсберга» (1945)[13]
- медаль «За победу над Германией в Великой Отечественной войне 1941—1945 гг.» (1945)[13]
- заслуженный деятель искусств РСФСР (1981)[19]
- орден Отечественной войны I степени (1985)[20]
- 6 медалей СССР[2]

## Комментарии
1. ↑  Много где бывая на съёмках, видел много «лишнего», о чём делился только с самыми близкими коллегами. Из книги воспоминаний Владислава Микоши «Я останавливаю время»:
Со съёмки строительства канала Москва — Волга возвратился оператор — мой сокурсник Костя Широнин. Он отвел меня в тихий уголок и рассказал:
— Ну, насмотрелся я! Такое видел — никогда не забуду. Канал копают заключённые — их тысячи, все за колючей проволокой. Голодные, худые. Много женщин, и даже подростки попадаются. Валят лес, копают землю. Падают от изнеможения, и всё вручную. Сторожит их вооружённая охрана с собаками. Сам видел, как умирали на работе — уносили на носилках. И всё это в основном по пятьдесят восьмой статье. Страшно. Только смотри, никому об этом не говори, а то нас обоих закатают туда же. Сажают по любому поводу. Сказал, что ты недоволен обедами в столовой — значит, недоволен советской властью — и привет, шагай на Волгоканал…[3].
2. ↑  Вместе с тем, Марком Трояновским была отмечена неудобная черта его характера постоянно подтрунивать над сослуживцами:
«Товарищи в группе часто говорят: „У Широнина никогда не поймёшь, где кончается серьёзный разговор, а начинается шутка и розыгрыш“»[5].